# Sonae Distribuição Brasil
Sonae Distribuição Brasil foi uma empresa varejista brasileira subsidiária da Sonae Distribuição, do grupo português Sonae.

## História
Em 1989, a Sonae adquiriu uma participação na rede gaúcha de supermercados Real, sediada em Pelotas em parceria com a Josapar, fabricante do arroz Tio João. Em 1997, adquire o controle total da rede. Anteriormente a marca foi abandonada.
Em 1990, foi aberta a primeira unidade da rede BIG, marcando a entrada do grupo nos hipermercados.
Em 1998, adquire a rede paulista Cândia. No mesmo ano, adquire a rede paranaense Mercadorama.
Em 1999, adquire a rede gaúcha Exxtra Econômico. E no mesmo ano adquire as redes Nacional do Rio Grande do Sul e Coletão e Muffatão, ambos no Paraná.
Em 2005, a Sonae anunciou a venda de suas operações no Brasil e vendeu as redes para o Walmart Brasil. Em 2018, o fundo Advent International comprou as operações da Walmart no Brasil e mudou seu nome para o Grupo BIG. Em 2021, o Grupo Carrefour Brasil comprou o BIG. Com a venda, o Mercadorama deu lugar ao Nacional marcando seu retorno a sua presença no estado do Paraná. As lojas do BIG e do Maxxi Atacado deram lugar ao Carrefour, Atacadão ou ao Sam's Club.